# Radu R. Rosetti
Radu R. Rosetti, romunski general, * 1877, † 1949.